# Championnat d'Irlande de football 1999-2000
Navigation
Édition précédente Édition suivante
Le Championnat d'Irlande de football en 1999-2000. Shelbourne FC gagne le championnat et entame une décennie de domination du football irlandais.
À la fin de la saison descendent en First Division Waterford, Sligo et Drogheda et montent en Premier Division Bray, Longford et Kilkenny.
Dans le match de promotion/relégation Kilkenny City AFC a battu Waterford United 2 - 0 après les matchs aller-retour (1-0 puis 1-0) et gagné ainsi le droit de monter en Premier Division. 
En First Division le club de Home Farm Everton change une nouvelle fois de nom à la suite de l’échec sportif et économique de l’alliance avec le club de Liverpool Everton FC. Le club perd le nom d'Everton et le remplace par le comté où il joue : Home Farm Fingal.

## Les 22 clubs participants
| Premier Division - Bohemians FC - Cork City FC - Derry City FC - Drogheda United - UC Dublin - Finn Harps - Galway United - St. Patrick's Athletic FC - Shamrock Rovers - Shelbourne FC - Sligo Rovers - Waterford United | First Division - Athlone Town - Bray Wanderers - Cobh Ramblers FC - Dundalk FC - Home Farm Fingal - Kilkenny City AFC - Limerick FC - Longford Town - Monaghan United - St. Francis |

## Classement

### Premier Division
| Place | Club                      | Points | Victoires | Nuls | Défaites | Buts pour | Buts contre | Différence |
| ----- | ------------------------- | ------ | --------- | ---- | -------- | --------- | ----------- | ---------- |
| 1er   | Shelbourne FC             | 69     | 19        | 12   | 2        | 49        | 20          | +29        |
| 2e    | Cork City FC              | 58     | 16        | 10   | 7        | 53        | 32          | +21        |
| 3e    | Bohemians FC              | 57     | 16        | 9    | 8        | 40        | 23          | +17        |
| 4e    | UC Dublin                 | 51     | 13        | 10   | 8        | 40        | 29          | +11        |
| 5e    | Shamrock Rovers           | 50     | 13        | 11   | 9        | 49        | 36          | +16        |
| 6e    | St. Patrick's Athletic FC | 50     | 13        | 11   | 9        | 40        | 31          | +9         |
| 7e    | Derry City FC             | 46     | 12        | 10   | 11       | 32        | 38          | -6         |
| 8e    | Finn Harps                | 34     | 8         | 10   | 15       | 39        | 41          | -2         |
| 9e    | Galway United             | 34     | 8         | 10   | 15       | 32        | 49          | -17        |
| 10e   | Waterford United          | 33     | 7         | 12   | 14       | 24        | 38          | -14        |
| 11e   | Sligo Rovers              | 25     | 5         | 10   | 18       | 31        | 60          | -29        |
| 12e   | Drogheda United           | 23     | 4         | 11   | 18       | 21        | 53          | -32        |

### First Division
| Place | Club              | Points | Victoires | Nuls | Défaites | Buts pour | Buts contre | Différence |
| ----- | ----------------- | ------ | --------- | ---- | -------- | --------- | ----------- | ---------- |
| 1er   | Bray Wanderers    | 72     | 21        | 9    | 6        | 69        | 38          | +31        |
| 2e    | Longford Town     | 70     | 21        | 7    | 8        | 71        | 40          | +31        |
| 3e    | Kilkenny City AFC | 67     | 20        | 7    | 9        | 65        | 34          | +31        |
| 4e    | Dundalk FC        | 66     | 20        | 6    | 10       | 50        | 31          | +19        |
| 5e    | Cobh Ramblers FC  | 52     | 15        | 7    | 14       | 50        | 57          | -7         |
| 6e    | Athlone Town      | 38     | 8         | 14   | 14       | 31        | 42          | -11        |
| 7e    | Home Farm Fingal  | 35     | 8         | 11   | 17       | 43        | 60          | -17        |
| 8e    | St. Francis       | 32     | 6         | 14   | 16       | 27        | 54          | -27        |
| 9e    | Monaghan United   | 30     | 6         | 12   | 18       | 46        | 73          | -17        |
| 10e   | Limerick FC       | 29     | 6         | 11   | 19       | 35        | 58          | -23        |

## Source
- (en) Alex Graham, Football in the Republic of Ireland : a Statistical Record 1921–2005, Soccer Books Ltd, novembre 2005, 142 p. (ISBN 978-1862231351).